# Доротея (опера)
«Дороте́я» — опера Тихона Хренникова в 2 действиях, 9 картинах на либретто Якова Халецкого по пьесе Ричарда Шеридана «Дуэнья». Премьера состоялась 25 мая 1983 года в Московском государственном музыкальном театре имени Станиславского и Немировича-Данченко.

## История создания
В 1978 году Хренников написал музыку к фильму «Дуэнья» режиссёра Михаила Григорьева, который стал очень популярным во многом благодаря яркой, ироничной, мелодической музыке.
В 1982 году, на основе этой музыки, композитор написал оперу «Доротея» на сюжет комедии Ричарда Шеридана «Дуэнья». Шеридан и сам писал эту комедию в качестве либретто к одноименной опере Томаса Линли. Хренников существенно переработал партитуру к фильму, написав много принципиально новой музыки. Работа шла в сотрудничестве с либреттистом Яковом Халецким, с которым он уже неоднократно работал. Его текст отличает драматургическая цельность, умение подчинить детали сюжета и нюансы настроений героев линии развития музыкальной драматургии.
К 1983 году партитура была готова и 26 мая того же года состоялась премьера в Московском государственном музыкальном театре имени Станиславского и Немировича-Данченко. Постановку осуществили режиссёр Иоаким Шароев и дирижёр Владимир Кожухарь. Главные партии исполняли Леонид Болдин, Владимир Маторин, Любовь Казарновская и др.

## Музыка
«Доротея» представляет собой комическую оперу с разговорными диалогами и номерной структурой. Такая форма напоминает немецкие зингшпили (например «Волшебная флейта» Моцарта или «Фиделио» Бетховена). Музыка оперы характеризуется ярко-выраженной иронией, сатирическими оборотами, красивыми мелодиями и лиризмом, например кантиленно-напевная мелодия Серенады Антонио, яркая и броская баллада Мендосо, музыка которой является лейтмотивом всей оперы и др. Хренников музыкально выделяет в своей партитуре три основные сюжетные линии, связанные с тремя основными любовными парами: первая пара — Доротея и Мендосо — окрашена в лирико-комедийные тона, вторая — Антонио и Инесса — в лирически-нежные, в третьей — Фернандо и Леонора — господствуют пылкость, импульсивность и эмоциональная страстность. Каждая из этих линий имеет свою музыкальную логику развития. Сам же образ главной героини — дуэньи Доротеи — написан музыкально очень объемно и подробно. Хренников строит её образ не столько, как хитроумной, расчётливой и активно борющейся за свое место в обществе женщины, как она описана, например в опере С. С. Прокофьева «Обручение в монастыре» на тот же сюжет, но больше акцентирует внимание на её обаятельности, сердечности, смелости, находчивости и душевности. Собственно и тот факт, что композитор назвал оперу «Доротея» а не «Дуэнья» говорит о том, что Хренников попытался персонализировать её, а не делать из неё стереотипный образ некой дуэньи. Поэтому музыкальная характеристика образа Доротеи многопланова и раскрывается помимо чисто сольных номеров также во взаимоотношениях с другими действующими лицами в дуэтах и ансамблях.

## Содержание
Действие оперы происходит в Севилье в XVIII веке.

### Первое действие
Опера начинается веселым вступлением и песней всех главных персонажей, которая настраивает зрителя на атмосферу спектакля.

#### Первая картина
Сад у дома дона Джеромо. Антонио поет любовную серенаду Инессе — дочери дворянина дона Джерома, в которую влюблён. Джеромо слышит в окно эту серенаду и гонит Антонио, окатывая его кувшином с водой. Антонио не уходит. Инесса умоляет отца не прогонять Антонио, но тот велит ей идти в свою комнату и думать о своём женихе богатом рыботорговце Мендосо, за которого ей предстоит выйти замуж против воли. Дон Джеромо приказывает слугам принести его ружьё. Антонио продолжает петь серенаду. Внезапно Джеромо стреляет из ружья и все падают. Инесса в ужасе, а Джеромо приказывает встать Антонио и не притворяться, ведь он стрелял холостыми, угрожая, что в следующий раз он возьмёт картечь с настоящими пулями.

#### Вторая картина
Фернандо, сын дона Джеромо безумно влюблён в Леонору. Его слуга Лопес, ожидая хозяина, ворчит о том, как же тяжело служить молодому влюблённому господину. Ведь он вовремя не ложится спать, не ест, как положено, только думает о любви. Появляется Фернандо и рассказывает Лопесу, что сочинил стихи Леоноре. Он просит подать ему листок бумаги и пишет стихи, а в это время поёт элегию «Мерлин волшебник мудрый…». После исполнения Элегии, Фернандо просит оценить Лопеса стихи, но тот узнает их и говорит, что они были уже кем-то давно написаны. Тогда Фернандо поёт романс «Под звёздами Севильи…». Внезапно появляется Антонио. Они говорят о том, как Антонио пел серенаду Инессе перед её домом. Фернандо рассказывает о своей любви к Леоноре и что ее мачеха хочет избавиться от неё, заточив в монастырь. Молодые люди дают клятву помочь друг другу быть с любимыми.

#### Третья картина
Комната Инессы. Доротея, хитрая и остроумная дуэнья Инессы, хочет помочь молодой девушке быть с любимым Антонио. Она поёт песню «Где-то вдали, накинув плащ на плечи…». Входит Инесса. Доротея объявляет Инессе, что теперь у них остался один выход — побег, и нужно готовиться к нему. Инесса соглашается. Доротея услышав, что дон Джеромо приближается, быстро берет у Инессы письмо от Антонио, где подробно излагается план побега, чтобы передать его отцу Инессы. Ведь узнав об этом, он разгневается и уволит Доротею, а Инесса сможет переодеться в её платье сбежать в образе Доротеи. Входят Джеромо и Фернандо. Сын умоляет отца разрешить Инессе выйти замуж за Антонио, говоря, что несмотря на то, что он беден, он аристократ из древнего рода. Джеромо непреклонен и уходит. В это время Доротея передает ему письмо, он его читает и они вместе возвращаются в комнату Инессы. Джеромо обвиняет Доротею в предательстве и увольняет её. Доротея просит забрать свои вещи и они с Инессой уходят. Инесса переодевается в одежду Доротеи, выходит к Джеромо, который выпроваживает её из дома.

#### Четвёртая картина
У старой мельницы. Сбежавшая от мачехи Леонора и её служанка говорят о Фернандо. Леонора говорит, что видеть его не может, а служанка пытается переубедить её — ведь побег организовал именно Фернандо. Появляется сбежавшая Инесса. Она хочет разыскать Антонио, но боится это делать, так как её могут узнать. Она видит Леонору и они рассказывают друг другу, как сбежали. Вдруг они видят, как приближаются Мендосо и его слуга Карлос. Инесса решается попросить Мендосо разыскать Антонио. Леонора в недоумении, ведь отец Инессы хочет насильно выдать её замуж за Мендосо. Но Инесса её успокаивает, ведь он единственный в Севилье, кто никогда её не видел и не сможет узнать. Леонора уходя, сообщает Инессе своё местонахождение — она будет жить в монастыре святой Каталины. Появляются Мендосо и Карлос. Мендосо поёт балладу «На свете жил сеньор не старый…». Инесса обращается к Мендосо с просьбой найти Антонио и представляется Леонорой. Мендосо, зная, что Антонио его соперник, смекнул, что таким образом он может избавиться от него и соглашается ей помочь.
В сауне. Мендосо рассказывает дону Джеромо о встрече с Леонорой и о том, что она сбежала из-за любви к Антонио. Мендосо смеется на отцом Леоноры доном Педро и предлагает Мендосо встретиться с Инессой, расхваливая её красоту, голос, кожу и тд. Мендосо не терпится увидеть её.

#### Пятая картина
Комната Инессы. Доротея в образе Инессы вышивает и напевают песню. Появляется Мендосо, который пытается произвести впечатление на неё. Но со временем он понимает, что той красоты и молодости, о которой говорил Джеромо и близко нет «Какое счастье, что её богатство меня интересует больше, чем она…». Мендосо предлагает ей спеть что-нибудь и Доротея поёт романс «Когда пламенеет закат…». Затем они танцуют и Доротея говорит, что она выйдет замуж только за того, кто её похитит. Не охотно Мендосо соглашается на это решив, что ради богатства её отца можно и потерпеть некрасивую и немолодую невесту.

### Второе действие

#### Первая картина
Сад у дома дона Джеромо. Карлос встречает Мендосо и Доротею. Они обсуждают план побега в монастырь святой Каталины, чтобы там тайно обвенчаться. Доротея уходит готовиться. Появляется Фернандо, которому Мендосо рассказывает о том, что он должен найти возлюбленного Леоноры. Фернандо, думая, что речь идёт о нём, обрадовался и попросил Мендосо поспешить к ней. Но Мендосо сказал, что её возлюбленный это Антонио и он уже нашел его и привел к ней. Фернандо выхватывает шпагу и приказывает рассказать Мендосо, куда он отвел Антонио. Узнав, что они в монастыре святой Каталины, он поспешил туда. Мендосо тоже уходит. Появляеся дон Джеромо и его слуги Лопес и Санчо. Лопес находит письмо Мендосо о том, что они с его дочерью сбежали. В этот момент Санчо находит еще одно письмо от настоящей Инессы с признанием того, что она сбежала с возлюбленным, но не назвав его имени. Джеромо решает, что речь идёт о Мендосо и приказывает слугам готовиться к свадьбе.

#### Вторая картина
Возле монастыря. Антонио поёт серенаду «Твои глаза все радуги собрали…». Появляется Инесса, сообщив ему, что еще нет никаких вестей от отца, которому она отправила письмо с признанием. Вбегает Доротея и сообщает, что письмо наконец пришло от отца. Инесса думает, что в нем только оскорбления, но оказалось, что там отцовское благословение и приглашение домой на свадьбу. Инесса не верит этому, но Доротея уверяет её, что это правда. В это время проходят монахини, среди которых Леонора и поют (хор «Открыло небо синие ресницы…»). Разговорившись с опечаленной Леонорой, Доротея узнаёт, что она подумывает стать монахиней. Доротея приободряет её цыганской песней «В жёлтый бубен солнца бьёт бродяга ветер…». Песня перерастает в танец и к Доротее подключаются Леонора, несколько монахинь и Мендосо. Веселье прерывает грозное появление Настоятельницы. Леоноре помогла поддержка Доротеи и поговорив с Инессой, она решает дать согласие на брак с Фернандо. Леонора остается одна (ариозо «Любовь, любовь, одна любовь…»). Появляется Фернандо, он просит прощения у неё и говорит, как сильно любит её. Леонора отвечает ему взаимностью. Появляются отец Пабло, который приглашен для венчания молодых, и Настоятельница. Они поют дуэт «Какие врата вам сейчас отворить…».

#### Третья картина
Комната монастыря. Откуда-то доносится пение монахинь. Отец Пабло и монахи пьют за здравие настоятельницы подпевая монахиням. Вдруг входят Мендосо и Доротея. Они просят отца Пабло обвенчать их. На его отказ, что тайный брак это грех, Мендосо даёт ему взятку. Тот соглашается. Все монахи, в пьяном угаре, поют (хор «А я, признаться откровенно, молюсь о трезвости, да-да…»). Внезапно вбегают Антонио и Инесса. Они просят монахов Энрико и Франциско обвенчать их, которые так же, как и отец Пабло стали говорить о грехе тайного брака и намекать на взятку. Антонио вынимает кошелек из кармана и платит Энрико. Появляется разгневанный Фернандо, желающий отомстить Антонио за якобы похищение Леоноры. Мендосо убегает. Вскоре выясняется правда и Фернандо просит прощения у Антонио.

#### Четвёртая картина
В доме Джеромо проходят торжества по случаю свадьбы. Появляется Мендосо. Джеромо поздравляет его и прощает за похищение «дочери». Входит Доротея в образе Инессы, её обнимает отец и он не узнаёт в ней свою дочь. Доротея продолжает прикидываться Инессой, а Мендосо, не поняв, что его обманули, умоляет Джеромо простить дочь. Внезапно появляются Антонио и Инесса. Наконец Мендосо понимает, что его обманули и он отныне муж дуэньи Доротеи, а не богатой невесты Инессы. Антонио предлагает ему оставить всё как есть. Мендосо ничего не остается, как согласиться и он уходит с Доротеей. Появляется Фернандо с Леонорой. Он рассказывает отцу о том, что он тоже тайно женился. Дон Джеромо на удивление всех обрадовался этому — ведь Леонора богатая наследница. На радостях Джеромо прощает Инессу и Антонио.

## Действующие лица
- Джеромо, испанский дворянин (тенор)
- Инесса, его дочь (сопрано)
- Фернандо, его сын (баритон)
- Антонио, друг Фернандо (тенор)
- Леонора (сопрано)
- Доротея, дуэнья Инессы (меццо-сопрано)
- Мендосо, богатый рыботорговец (бас)
- Карлос, друг Мендосо (баритон)
- Отец Пабло (баритон)
- Франциско, монах
- Энрико, монах
- Служанка Леоноры (сопрано)
- Лопес, слуга Фернандо (бас)
- Санчо, слуга Джеромо (тенор)
- Настоятельница монастыря (сопрано)
- Монахини, монахи (хор)

## Популярные арии
- Баллада Мендосо «На свете жил сеньор не старый…»
- Серенада Антонио «Сто раз подряд влюблялся я и только в Вас одну…»
- Романс Доротеи «Когда пламенеет закат…»

## Некоторые постановки
- 1983 — Премьера. Московский музыкальный театр имени Станиславского и Немировича-Данченко. Режиссёр Иоаким Шароев, дирижёр Владимир Кожухарь[4]
- 1983 — Государственный музыкальный театр имени С. Македонского, София, Болгария. Режиссёр Борис Покровский
- 1984 — Самарский театр оперы и балета[4]
- 1985 — Михайловский театр. Режиссёр Станислав Гаудасинский[5]
- 1988 — Воронежский театр оперы и балета[4]
- 2000 — Белорусский музыкальный театр. Режиссер Борис Лагода, дирижёр Александр Сосновский[6]
- 2002 — Новоуральский театр музыки, драмы и комедии[7]
- 2005 — Омский государственный музыкальный театр. Режиссёр Кирилл Стрежнев, дирижёр Юрий Соснин[8]
- 2005 — Ивановский музыкальный театр[9]

В разные годы опера ставилась также в Саранске, Томске, Тольятти, Новосибирске, Железногорске и других городах.

## Известные аудиозаписи
- 1988 — Хор и оркестр Московского музыкального театра имени Станиславского и Немировича-Данченко, дирижёр В. Кожухарь. Солисты: Доротея — Лидия Захаренко, Леонора — Любовь Казарновская, Мендосо — Леонид Болдин, Фернандо — Анатолий Лошак[12][13]